# وروان
وروان (فراهان ) ، روستایی از توابع شهرستان فراهان  در استان مرکزی ایران است.

## جمعیت
این روستا در بخش مرکزی فراهان  قرار دارد و براساس سرشماری مرکز آمار ایران در سال 1395، جمعیت آن ۱۲۱ نفر (۳۴خانوار) بوده‌است.